# Fernán Antolínez
Fernán Antolínez, también conocido como Pascual Vivas, fue un caballero castellano del siglo X, protagonista de la leyenda de su mismo nombre, según la cual un ángel tomó su lugar en la batalla mientras él asistía a misa.

## La leyenda
La historia se sitúa en el contexto de la guerra de Reconquista; en los años 970 la villa de San Esteban de Gormaz, perteneciente al condado de Castilla señoreado por el conde García Fernández, se encontraba casi en la frontera con el califato de Córdoba regido por Hisham II y su valido Almanzor, que practicaban una política agresiva hacia los núcleos de población cristianos.
Ante la llegada del ejército musulmán, las tropas cristianas se aprestaron a defender la villa, y tras oír misa salieron al encuentro de aquellos; Fernán Antolínez, vasallo de García Fernández, permaneció en la iglesia, según era su costumbre, hasta que hubieron acabado todos los oficios religiosos. Al salir, Antolínez fue informado por su escudero de que la batalla había terminado, y avergonzado por no haberse hallado junto a sus compañeros, marchó a su casa, temiendo que le tachasen de cobarde. Sin embargo al encontrarle los caballeros cristianos, con el conde al frente, le felicitaron y agradecieron efusivamente su participación en el encuentro, que había terminado con una contundente derrota de los musulmanes: el caso era que mientras Antolínez rezaba en la iglesia, su ángel de la guarda había ocupado su lugar en la batalla, lo cual pudo verificarse por hallarse en sus armas y en su caballo los daños recibidos durante la lucha.
Como consecuencia de este episodio, Antolínez cambió su nombre por el de Pascual Vivas, en memoria de las felicitaciones recibidas de sus compañeros de armas por su participación en la que sería conocida como la batalla del Vado del Cascajar, librada en el día de Pascua. Otras versiones de esta historia aseguran que éste ya era su nombre con anterioridad al encuentro.

## El personaje en la literatura
La primera mención de este episodio en la historiografía española data del siglo XIII, siendo relatado en la Estoria de España compuesta por encargo de Alfonso X, aunque en ella no se especifica el nombre del caballero. 
Posteriormente fue recogido por diversos historiadores, entre ellos Diego Rodríguez Almela,
Sebastián de Covarrubias,
Cristóbal Lozano o 
Juan de Mariana.
La historia sirvió de inspiración para varias obras literarias: el personaje aparece como protagonista de una de las Cantigas de Santa María, de un romance de Lorenzo de Sepúlveda, del auto sacramental La devoción de la misa de Calderón de la Barca y de la comedia de Antonio de Zamora Por oír misa y dar cebada, no se pierde la jornada.
Fernán Antolínez fue enterrado en la iglesia de la Virgen del Rivero, donde todavía se conserva su sepultura.